# 5987 Liviogratton
5987 Liviogratton là một tiểu hành tinh vành đai chính với chu kỳ quỹ đạo là 1385.5396995 ngày (3.79 năm).
Nó được phát hiện ngày 6 tháng 6 năm 1975.